# Gladiatorerna (1954)
Gladiatorerna, amerikansk film från 1954 regisserad av Delmer Daves.

## Handling
Den före detta slaven Demitrius försöker gömma Jesus heliga mantel från den avskyvärde kejsaren Caligula, som åtrår den för dess magiska krafter. När Demitrius blir fängslad och manipulerad till att tro att hans älskade Lucia har blivit dödad så börjar han smida hämndplaner. Samtidigt som han blir en stjärna på gladiatorernas blodiga arena. Detta leder till att hans tro sätts på prov och hans framtida öde avgörs, ett liv som en ädel kristen eller fallen hedonist.

## Om filmen
En uppföljaren till filmen Den purpurröda manteln.

## Rollista (i urval)
- Victor Mature  - Demetrius
- Susan Hayward  - Messalina
- Michael Rennie  - Peter
- Debra Paget  - Lucia
- Anne Bancroft  - Paula
- Jay Robinson  - Caligula
- Barry Jones  - Claudius
- Richard Egan  - Dardanius
- Ernest Borgnine  - Strabo
- Charles Evans  - Cassius Chaerea
- Everett Glass  - Kaeso
- Jeff York  - Albus
- Carmen De Lavallade  - Slavflicka